# Юденич, Николай Александрович
Николай Александрович Юденич (1900 ― 1958) ― советский учёный, физиолог, доктор медицинских наук, профессор Смоленского государственного медицинского института.

## Биография
Николай Александрович Юденич родился 22 мая 1900 года в селе Шестаково (ныне — деревня в Кардымовском районе Смоленской области). В 1925 году он окончил медицинский факультет Смоленского государственного университета (впоследствии выделенный в самостоятельный Смоленский государственный медицинский институт), после чего стал преподавать на кафедре физиологии. В 1941 году успешно защитил докторскую диссертацию по теме «О механизме проведения возбуждения через нервные окончания скелетной мышцы». Во время Великой Отечественной войны Юденич находился в эвакуации, преподавал в Сталинабадском и Махачкалинском государственных медицинских институтах.
После освобождения Смоленска Юденич вернулся к работе в Смоленском государственном медицинском институте. В 1944 году он был избран заведующим кафедрой физиологии, руководил ей вплоть до своей смерти. Внёс большой вклад в послевоенное восстановление института, превратил возглавляемую им кафедру в одну из передовых. Среди его учеников — будущие видные деятели медицинской науки и педагогики: А. Н. Картавенко, С. Г. Ханин, К. К. Комешко, Г. М. Цветкова, В. С. Юрасов, П. А. Степанова, Л. А. Быковская, Г. С. Гринин. Параллельно с педагогической работой активно занимался научно-исследовательской деятельностью. Опубликовал в общей сложности 48 научных работ. Особое внимание уделял вопросу передачи возбуждений нерва на мышцу. Кроме того, являлся председателем Смоленского отделения Всесоюзного общества физиологов, биохимиков и фармакологов.
Умер 12 февраля 1958 года, похоронен на кладбище «Клинок» в Смоленске.
Был награждён орденом Ленина (27.10.1953), медалью «За доблестный труд в Великой Отечественной войне» (13.12.1946).